# Det bedste til sidst
"Det bedste til sidst" er en sang af den danske X Factor-vinder Linda Andrews, der vandt 2. sæson af talentshowet i 2009. Sangen er skrevet af Aqua-produceren Søren Rasted.
Sangen er blevet beskyldt for at være for kraftigt inspireret af "Running Up That Hill" med Kate Bush fra 1985, men ifølge Søren Rasted har sangen kun to toner til fælles med Kate Bush' sang, og han udtalte til Politiken, "Der er produceret seks millioner sange, så det er næsten utænkeligt, at man ikke lyder en lille smule som noget andet, når man laver en sang".

## Hitlisteplacering
| Hitliste (2009)    | Højeste placering | Certifikationer | Salg   | Uger på listen |
| ------------------ | ----------------- | --------------- | ------ | -------------- |
| Tracklisten Top-40 | 1                 | Platin          | 30.000 |                |
| Tjeklisten         | 1                 |                 |        | 8              |